# Lista de deputados estaduais de Tocantins da 7.ª legislatura
Esta é a lista de deputados estaduais de Tocantins para a legislatura 2011–2015. Nas eleições estaduais, foram eleitos 24 deputados estaduais.

## Composição das bancadas
| Partido | Líder              | Bancada | Posição  |
| ------- | ------------------ | ------- | -------- |
| PMDB    | Vilmar do Detran   | 6 / 24  | Oposição |
| PR      | José Bonifácio     | 4 / 24  | Governo  |
| PPS     | Eduardo do Dertins | 3 / 24  | Oposição |
| PT      | Amália Santana     | 3 / 24  | Oposição |
| DEM     | Toinho Andrade     | 2 / 24  | Governo  |
| PSDB    | Freire Júnior      | 2 / 24  | Governo  |
| PV      | Marcelo Lelis      | 1 / 24  | Governo  |
| PTB     | José Geraldo       | 1 / 24  | Governo  |
| PSB     | Wanderlei Barbosa  | 1 / 24  | Oposição |
| PP      | Raimundo Palito    | 1 / 24  | Oposição |

## Deputados Estaduais
Estavam em jogo 24 cadeiras na Assembleia Legislativa do Tocantins.
| Número | Deputados estaduais eleitos | Partido | Votação | Percentual | Cidade onde nasceu     | Unidade federativa |
| 15222  | Sandoval Cardoso            | PMDB    | 27.072  | 3,66%      | Goiânia                | Goiás              |
| 22022  | Luana Ribeiro               | PR      | 25.888  | 3,50%      | Goiânia                | Goiás              |
| 43123  | Marcelo Lelis               | PV      | 24.556  | 3,32%      | Inhumas                | Goiás              |
| 15123  | Josi Nunes                  | PMDB    | 24.405  | 3,30%      | Porto Nacional         | Tocantins          |
| 23222  | Eduardo do Dertins          | PPS     | 23.310  | 3,15%      | Cravinhos              | São Paulo          |
| 13300  | Solange Duailibe            | PT      | 20.940  | 2,83%      | São Miguel do Araguaia | Goiás              |
| 15700  | Vilmar do Detran            | PMDB    | 18.464  | 2,49%      | Nazário                | Goiás              |
| 15153  | Iderval Silva               | PMDB    | 15.775  | 2,13%      | Anápolis               | Goiás              |
| 15000  | Eli Borges                  | PMDB    | 15.685  | 2,12%      | Ipameri                | Goiás              |
| 15111  | José Augusto Pugliesi       | PMDB    | 15.415  | 2,08%      | Goiânia                | Goiás              |
| 14000  | José Geraldo                | PTB     | 15.119  | 2,04%      | Tiros                  | Minas Gerais       |
| 40100  | Wanderlei Barbosa           | PSB     | 14.573  | 1,97%      | Porto Nacional         | Tocantins          |
| 11610  | Raimundo Palito             | PP      | 14.045  | 1,90%      | Exu                    | Pernambuco         |
| 22111  | José Bonifácio              | PR      | 13.578  | 1,83%      | Tocantinópolis         | Tocantins          |
| 22333  | Amélio Cayres               | PR      | 13.227  | 1,79%      | Érico Cardoso          | Bahia              |
| 23200  | Sargento Aragão             | PPS     | 13.159  | 1,78%      | Sertânia               | Pernambuco         |
| 23400  | Manoel Queiroz              | PPS     | 13.053  | 1,76%      | Praia Norte            | Tocantins          |
| 25111  | Toinho Andrade              | DEM     | 11.846  | 1,60%      | Porto Nacional         | Tocantins          |
| 22223  | Stalin Bucar                | PR      | 11.006  | 1,49%      | Tocantínia             | Tocantins          |
| 25100  | Osires Damaso               | DEM     | 10.413  | 1,41%      | Campinorte             | Goiás              |
| 13613  | Amália Santana              | PT      | 9.085   | 1,23%      | Itaberaí               | Goiás              |
| 45555  | Freire Júnior               | PSDB    | 8.319   | 1,12%      | Goiânia                | Goiás              |
| 45115  | Raimundo Moreira            | PSDB    | 8.204   | 1,11%      | Nazaré                 | Tocantins          |
| 13456  | Zé Roberto                  | PT      | 6.542   | 0,88%      | Pirenópolis            | Goiás              |